# Brian Holm
Brian Holm Sørensen (nascido em 2 de outubro de 1962) é um ex-ciclista dinamarquês, profissional de 1986 à 1998, que competiu para a equipe alemã Telekom, entre 1993 e 1997, e fez parte da equipe que trouxe seu companheiro dinamarquês Bjarne Riis à vitória no Tour de France 1996. Holm é atual diretor esportivo da equipe belga Etixx-Quick Step.
Participou de duas edições dos Jogos Olímpicos, em Los Angeles 1984 e em Atlanta 1996, obtendo o melhor desempenho em 1984 ao terminar em quinto lugar na prova de perseguição por equipes.
Seu irmão mais novo, Claus Michael Holm, foi profissional em 1999–2000 e novamente em 2012, ano em que era membro da equipe continental J.Jensen-Sandstød Salg og Event.